# Flickan från framtiden
Flickan från framtiden (engelska: The Girl from Tomorrow) är en australisk science fiction-serie som ursprungligen sändes i Nine Network 5 januari – 23 mars 1992.
Detta var en australisk science fiction-TV-serie som sändes första gången i svensk TV år 1991 i Sveriges Television. Den visades i ungdomsprogrammet Kosmopol som gick i SVT2 mellan 1990 och 1992.